# Allondaz
Allondaz település Franciaországban, Savoie megyében. Lakosainak száma 295 fő (2022. január 1.). Allondaz Mercury, Pallud és Thénésol községekkel határos.

## Népesség
A település népességének változása:
| Lakosok száma | 252  | 261  | 268  | 275  | 279  | 288  | 290  | 293  | 295  |
|               | 2013 | 2015 | 2016 | 2017 | 2018 | 2019 | 2020 | 2021 | 2022 |